# (24999) Hieronymus
(24999) Hieronymus ist ein Asteroid des Hauptgürtels, der am 24. Juli 1998 vom tschechischen Astronomen Petr Pravec an der Sternwarte Ondřejov (IAU-Code 557) in Tschechien entdeckt wurde.
Der Asteroid wurde am 4. August 2001 nach dem niederländischen Maler der Renaissance Hieronymus Bosch (um 1450–1560) benannt, dessen Werk durch seine Symbolik hervorsticht.